# 도요 (야마타이국)
이요[壹與, 壱与(いよ, Iyo)] 또는 도요[臺與, 台与(とよ, Toyo), 235년?~몰년 미상]는 일본의 야마타이국 여왕이다.
《위서》 동이전의 왜인조에 따르면, “왜인은 대방의 동남쪽 큰 바다 가운데 살고 있으며, 산과 섬에 의지하여 읍락국가(國邑)를 이루고 있다. 옛적에는 1백여 국이 있었으며, 한나라 때 예방하여 배알하는 자가 있었고, 지금 사신과 통역인이 왕래하는 곳은 30여 국이다.”라고 하였다. 동이전에 등장하는 야마타이국(邪馬台國) 여왕 히미코(비미호)가 위 나라에 처음으로 사신을 보낸 것은 238년이었다. 히미코가 남큐슈의 구노국 왕과 싸웠다고 말하는 것이 247년이고, 그 후 어느때인가 죽었다.(三國志 卷三十 魏書三十 烏丸鮮卑東夷傳 第三十 倭人…依山島爲國邑 舊 百餘國 漢時有朝見者 今使譯所通三十國...南至邪馬壹國…其南有狗奴國 男 子爲王…無牛馬…住七八十年 倭國亂…乃共立一女子爲王 名曰卑彌呼 事鬼 道 能惑衆...景初二年 倭女王遣…等詣郡…制詔親魏倭王卑彌呼...正始八年… 倭女王卑彌呼與狗奴國男王…相攻擊...卑彌呼以死 更立男王 國中不服...復立 卑彌呼宗女壹與年十三爲王 國中遂定)
히미코가 사망한 이후 남성 왕이 등극했지만, 왜 지역에선 부족간 내란이 벌어져 1,000여명의 사상자가 발생하는데, 이에 히미코 가문을 잇는 토요가 새로 여왕에 즉위하자 내란이 멈췄다고 한다.
266년에 진 무제(晉武帝, 265~290)에게 조공을 한 것으로 보여진다.(攝政 六十六年 晉起居注云 武帝 泰初 二年(266년) 倭女王遣重譯貢獻) 이후의 행적은 알려진게 없다.